# ポピュラー音楽
ポピュラー音楽（、英: popular music、ポピュラー・ミュージック）は、広く人々の好みに訴えかける音楽のことである。

## 概説
ポピュラー音楽とは、何らかの「広く訴求力のある」音楽ジャンルに属す、人々の好みに訴求した、あらゆる時代の音楽を包括的に指す用語、等と定義づけられ、具体的にはロック、ポップ、ソウル、レゲエ、ラップ、ダンス・ミュージックなどが例としてあげられる。アメリカ合衆国のポピュラー音楽が今日に至るまで与えた影響は大きい。初期の多くのポピュラー音楽の特徴はその当時のクラシック音楽と共有する要素が多かったが、それらは簡潔でシンプルであったので決まり事が少なかった。
音楽産業を通して多数の聴衆に配給されるものが典型的であり、芸術音楽とは区別される。伝統音楽のように典型的には学術的な形態によって伝えられたり口承によって小規模の局地的に限定された聴衆に広められる音楽とも対照的な存在である。
この用語はもともと、1880年代のアメリカ合衆国でティン・パン・アレーの音楽を指したものであった。
また、日本ではポピュラー音楽を指して和製英語で「ポップス」とも呼称する。
税制上の品目では「流行歌」とされ、1940年（昭和15年）から1989年（平成元年）3月31日までレコードやCDには物品税が課せられていた。
アメリカ合衆国では「pops」という語はボストン・ポップス・オーケストラのようにオーケストラがポピュラー音楽や映画音楽などを演奏することを示す。また俗語で「おやじさん」の意味を持つため、ジャズやポピュラー音楽界では特に勢力のあるリーダーや大人物に対する愛称としても使われる。

## 歴史
「ポピュラー音楽」という言葉には、広い意味・狭い意味・その他諸々異なった意味合いがあり、文脈によってこの広がりが変わったりずれたりということが起き、定義を難しくしている。
ここではポピュラー音楽を「アメリカを中心に世界的な広がりを見せている近代的な商業音楽」とやや狭く定義し、その歴史を記載する。広義のポピュラー音楽に含まれるがこの項では扱われない音楽に関しては、民俗音楽・民族音楽および各国の音楽の項などを参照されたい。

### ポピュラー音楽の源泉
ポピュラー音楽のルーツとして、19世紀後半のヨーロッパの大衆音楽、カリブ海及び南米の混血音楽、アメリカで誕生した音楽の3つが指摘できる。

#### 19世紀後半のヨーロッパの大衆音楽
19世紀後半、ヨーロッパでは資本主義の興隆によって豊かな中産階級の拡大と都市部への労働人口の流入が見られた。中産階級はワンランク上の生活に憧れオペラ劇場に定席を得たり子女にピアノを習わせたりすることがステータスとなり、労働者たちは生活の安定と余暇の充実に伴って娯楽として音楽を楽しむ習慣が広まり、クラシック・大衆音楽とも大幅に聴衆を増やし、現代に近い形で多くの人の生活に音楽がとりいれられるようになった。こうした中で、主に都市部で盛んになった大衆音楽が、のちのポピュラー音楽に大きな影響を与えている。

##### 社交ダンス
ヨーロッパではもともとダンスが盛んで、民俗音楽の中にも多くの踊りが見られるが、そこから変化したワルツ、ワンステップなどの社交ダンスの音楽が、ギターやアコーディオンを含むバンドで演奏されるようになった。ワルツは、オーストリアの山岳地方の舞曲レントラーが洗練・発展したものだが、ヨーロッパ中に熱狂的に広まり、19世紀を代表する舞曲となった。

##### オペレッタ[16]
18世紀にはすでにバラッド・オペラ（イギリス）、ジングシュピール（ドイツ）、オペラ・コミック（フランス）のような、民謡（または民謡風の単純な歌）を材料にした親しみやすいオペラが人気だったが、19世紀には喜劇的な内容の親しみやすいオペラがオペレッタ（軽歌劇）という名で人気を集めるようになった。オッフェンバックの「地獄のオルフェ」やスッペの「軽騎兵」やJ・シュトラウス2世の「こうもり」やレハールの「メリー・ウィドウ」などが挙げられる。

##### パーラー・ミュージック[13]（英:parlour music）
「パーラー」は「応接間」のこと。中産階級女性の間で盛んだったもので、家庭のパーラー（談話室）で家族や知り合い同士で、ピアノやギターなど家庭にあるような楽器で伴奏され歌われた。1曲1枚のシートミュージックと言う楽譜の形で販売された。

##### ミュージック・ホール
ミュージック・ホールとは、客が飲食を摂りながら音楽を楽しむことを目的とした施設で、パブで歌で客をもてなしたのが起源。1852年、イギリス最初の専用のホールとしてロンドンに開かれたカンタベリー・ホールは、客が飲食をとるために椅子とテーブルを並べた部分と舞台とをもっており、以後、同種のホールが全国につくられた。当初は大工業都市の労働者のビア・ホールとして生まれたものだったが、19世紀後半には飲酒よりも娯楽の方が重要になり、ユーモラスで風刺的または感傷的な歌からなる演芸を提供した。音楽だけでなく踊りやコントや手品、動物の芸、アクロバットなども演じられ、人気を博していた。1868年にはイギリスには500を超えるミュージック・ホールがあった。パリのムーラン・ルージュもミュージック・ホールである。

##### シャンソン
現代大衆歌謡としてのシャンソンは19世紀後半から20世紀初頭にかけて確立され、演劇的表現スタイル、反権威的現実主義、ミュゼット（同時代に誕生したダンス音楽）のアコーディオンと3拍子を伝統とする。パリやベルリンのキャバレー・カフェ・レビュー小屋などで盛んに歌われた。
こうした当時の大衆歌謡は、クラシック歌曲の通俗版としての性格をもち、歌い手も美しい声ではっきりと歌うのが普通だった。
現在「スコットランド民謡」「アイルランド民謡」などとして知られている曲の多くは、この時代にパーラー・ミュージックや酒場やミュージック・ホールの歌として人気を得たものが多く、「蛍の光」「庭の千草」「ダニー・ボーイ」「ホーム・スイート・ホーム」「アニーローリー」などが該当するし、フランスのシャンソンも古いもの（「さくらんぼの実る頃」など）は該当する。ロシア民謡として日本で知られている歌も、この時代の言わば歌謡曲が多く、「一週間」「カリンカ」「トロイカ」「コロブチカ」などはこの時代のものである。これらの中には売ることを目的に作曲されたものと、本当に民謡を手直ししたものが混在している。民俗音楽とポピュラー音楽の境界線はまだ曖昧であった。

#### 植民地の混血音楽
当時たくさんあった植民地では、都市部の中産階級はヨーロッパの芸術音楽や大衆音楽をそのまま持ち込み、農村部ではヨーロッパの民俗音楽がそのまま持ち込まれていた。が、植民地での都市の発展の中で形成された周辺部のスラム地区で、黒人や先住民の音楽とヨーロッパ系の音楽が融合して新たな音楽が生まれる現象が様々な植民地で見られている。担い手は船乗りや日雇労働者、賭博師、売春婦などのいわゆるルンペンプロレタリアート層であった。リズムの肉体性・わざと濁らせた音色や声色・楽譜通りではない何らかの即興性などの要素を特徴とする。こうした音楽はその地域のエリート層からは下級な音楽として蔑視されたが、後にヨーロッパの民衆によって価値が見いだされて世界的な流行音楽となっていった例が多い。この種の音楽の最初期のものはスリランカとインドネシアで見られるが、後のポピュラー音楽に大きな影響を与えたのはカリブ海および南米地域のものである。

##### 黒人音楽の要素
アメリカ大陸に連れて来られた黒人の多くは西アフリカ地域の人たちだったが、アフリカの音楽には広くポリリズムの要素が見られ、特に西アフリカの音楽はホットでテンポも速く、また数人の奏者による打楽器アンサンブルがよく見られる。中には太鼓だけではなく、金属製の打楽器も入ってリズムを明確にすることも見られる。もちろんアフリカを離れてから何世代も経ており、西アフリカの民族音楽そのままではありえないものの、根底にある「身体の奥からゆさぶってくれるようなビート」は明らかに「肉体の解放による喜びと高い精神的な喜びを合一させた」アフリカのダンス音楽のものであり、この要素はその後のポピュラー音楽まで確実に影響している。

##### カリブ海地域
西インド諸島では先住民がほとんど全滅しており、白人と奴隷の黒人が暮らしていた。黒人音楽とヨーロッパ音楽が融合して生み出された音楽の中で、最初に世界的に流行したのはジャズではなく、キューバのハバネラ、中でもスペイン人のイラディエールが作曲した「ラ・パロマ」だった。イラディエールは若いころに数年間キューバに住んだことがあり、そこで接したハバネラのリズムを自作に取り入れて発表し、世界的に大人気となるのみならず、様々な国の音楽に影響を与えた。ハバネラのリズムの影響はアメリカのジャズ、イタリアの「オー・ソレ・ミオ」、トルコからギリシャにかけて伝わるシルトースという踊りのリズム、アルゼンチンのタンゴなどに見られる。またジャズ発祥の地のニューオーリンズに移植された黒人奴隷の大部分は、スペイン領キューバ、フランス領ハイチなどから購入されたものであった。

##### 南米地域
南米は全般に先住民・白人・黒人の三者が混交し、メスティーソ（先住民＋白人）・ムラート（白人＋黒人）・サンボ（先住民＋黒人）などの集団が存在する。音楽もメスティソ系とムラート系に分けられるが、それぞれの存在の比率により、メスティソ系（白人の要素が強い、メキシコ・アルゼンチンなど）・メスティーソ系（先住民の要素が強い、ペルー・ボリビア）・ムラート系（ブラジル海岸部・カリブ海地域）などと分けられる。
ブラジルでは18世紀にルンドゥーという踊りの音楽が成立し、最初は野卑なものとして上・中流階層の非難を浴びたが、やがて洗練されて都会的な歌謡形式へと変化した。このルンドゥーは19世紀半ばに同じブラジルで生まれたショーロと混交し、19世紀終わりごろにサンバへと発展する。またアルゼンチンではハバネラのリズムの影響のもと、19世紀末にタンゴが生まれている。タンゴもまた世界的に広まったので例えば日本の演歌などにも影響を与えており、民衆の音楽のグローバリゼーションの最初の例と言われている。もっとも有名なタンゴ「ラ・クンパルシータ」は、24時間365日常に世界のどこかで必ず演奏されているとの伝説もあるほどである。
ルンドゥーもハバネラも付点8分音符と16分音符を組み合わせた軽く跳ねるリズム感をもち、ポルトガルもしくはスペインの音楽にアフリカ的リズム感を加味したものと考えられるが、これがその後のラテン・アメリカの音楽の基調となった。ショーロやタンゴやサンバ、後に現れるキューバのルンバなどもこのリズムの延長上にあると言える。
このようなカリブ海地域・南米地域の音楽はラテン音楽などと呼ばれるが、これがポピュラー音楽の歴史上の要所要所で大きな影響を与え続けることになる。後にはキューバからマンボやチャチャチャ、トリニダード・トバゴからカリプソ、マルティニーク島とセント・ルシアからビギン、ブラジルからボサノヴァ、ジャマイカからレゲエなどが生まれ、世界的にも流行している。なお、先の分類でいえばムラート系の影響が勝っていることには留意すべきであろう。

#### 19世紀後半までのアメリカの音楽の状況
アメリカはイギリス・アイルランドを中心とする白人移民の国だが、南部を中心にカリブ海地域から輸入された黒人奴隷を多く抱えており、それぞれの音楽を持ち込んでいる。このためアメリカは、ヨーロッパ型の芸術音楽と大衆音楽、植民地型の混血音楽の双方を国内に抱えることとなり、独自の発展を遂げていく。

##### 植民当初から19世紀初期までの状況
植民地時代、白人入植者社会の音楽の大半はイギリスから輸入された世俗音楽や礼拝用音楽だった。18世紀半ばには東海岸ニューイングランドでオリジナルの讃美歌をつくる動きが出てきてアメリカ独自の音楽表現が生まれたが、芸術音楽はヨーロッパ出身者が依然として主導権を握っており、18世紀末にアメリカで一番人気があった曲はイギリスのイギリスの職業作曲家がロンドンの遊園地で行楽客に聴かせるために書いた歌や、英語のバラッド・オペラやコミック・オペラの中でうたわれた歌であったようである。19世紀初めにはイタリア・オペラも人気を博し、ロッシーニ、ベッリーニ、ドニゼッティらイタリアのオペラ作曲家のアリアが、シート・ミュージックのかたちで発売されている。こうした状況を象徴するのがアメリカ合衆国国歌である「星条旗」（1814年）、独立革命中の流行歌「ヤンキードゥードル」（1780年ころ）、準アメリカ合衆国国歌「アメリカ」（1831年）が全てイギリス起源の曲だということである。ただ、アメリカ独自の表現を求める努力は続いており、ニューイングランドですたれた讃美歌づくりはアメリカ南部に伝えられ、「アメイジング・グレイス」などの今日でも歌われる讃美歌を生み出しており、またローウェル・メーソンは1838年にボストンの公立学校に音楽教育を導入したほか、讃美歌を1200曲以上作曲している。

##### アメリカ民謡の誕生
農村部では、アメリカ南東部のアパラチア山脈周辺でスコットランド民謡やアイルランド民謡などのケルト音楽がアメリカ民謡の下地となっていく。これらはフィドル（ヴァイオリン）やギターやダルシマーで伴奏されていたが、やがて黒人音楽との接触からブルースの感覚やバンジョーというアフリカ起源の楽器を取り入れたり、スイスのヨーデルやチェコのポルカの要素を取り入れたりし、ブルーグラスやヒルビリーやカントリーなどと呼ばれるジャンルのもとになっていく。

##### ミンストレル・ショー
ミンストレル・ショーとフォスターとヴォードヴィル。
都市部では、イギリスと同様にパーラー・ミュージックやダンスホールの音楽やオペレッタが流行しており、イギリスものが主流で専門家もロンドンで修業してくる流れが続いていたが、1820年ころにミンストレル・ショーという、白人が顔を黒く塗って黒人の真似をする差別的な喜劇が成立する。各自バンジョー・ヴァイオリン・タンバリン・ボーンズ（馬の骨などで作った一種の打楽器）で演奏しながら、コミカルな歌やセリフのやり取りをした。この頃は新移民として東欧（ロシア・ポーランド）や南欧（イタリア・ギリシャ）からの移民が急増しており、彼らは旧移民のように土地や農場を持つこともできず多くは都市の下層労働者となり、旧来のWASPと対立していた。このような新移民たちの間で、黒人を軽く見下して憂さ晴らしできるミンストレル・ショーは受け入れられていた。アメリカポピュラーソング史上最初の国際的なヒットはミンストレル・ショーから出たトマス・ダートマス・ライトの「ジャンプ・ジム・クロウ」（ミンストレル・ショーの代表的な黒人キャラクターの名）である。その音楽の多くは楽譜が出版されて商業的に成功し、アメリカの初期のポピュラー音楽をけん引し、19世紀半ばに最盛期を迎えたが、南北戦争や奴隷解放を経てミンストレル・ショーの人気は陰り、商業的には1910年ころに終焉を迎えた。
こうしたミンストレル・ショーの中から、フォスターが現れる。彼はミンストレル・ソングを書くところから経歴をスタートさせており、「おおスザンナ」「草競馬」「故郷の人々（スワニー河）」「主人は冷たい土の下に」「ケンタッキーの我が家」などは全てミンストレル・ショーのための作品である。やがてミンストレル・ソングに作曲することを恥じ、中流階級向けのパーラー・ソングに脱皮すべく方向転換し、「金髪のジェニー」「夢路より」などを残した。当時作曲家の地位は低く、低収入にあえいでいたフォスターは37歳で非業の死を遂げたが、作品の多さと現在でも歌われている親しみやすさ・その後に与えた影響から、「アメリカ音楽の父」「ポピュラー音楽の先駆者」と呼ばれている。彼の歌の作り方を、次代のポピュラー音楽の作曲家たちはこぞって「フック」（聴き手をとらえる印象的なメロディ。いわゆる「サビ」）の手本にした。
同じころ、いくつかの独立した出し物からなる舞台芸能や、軽わざ師、音楽家、コメディアン、手品師、魔術師などからなる芸人のショーがヴォードヴィルと呼ばれるようになった。イギリスのミュージック・ホールに当たるものであり、寄席演芸劇場と訳される。こうした家族で楽しめる娯楽場をアメリカに広めた最初の人物は、俳優で劇場支配人であったトニー・パスターで、1881年、ニューヨーク市の14丁目劇場でバラエティショーをおこなった。ヴォードヴィルは20世紀初頭にはアメリカで一番人気のある芸能となった。

##### 黒人霊歌
黒人たちには18世紀後半あたりからキリスト教が普及し、白人たちもこれを黙認あるいは推奨するようになったとゴスペルとブルース。黒人たちも讃美歌で礼拝を行うようになったが、彼ら固有の音楽的な伝続からか、活気あるリズム・交互唱・叫ぶような唱法など、相当荒々しい形で礼拝を行っていたようである。奴隷だった黒人たちにとっては、教会での礼拝は唯一白人の監視がなく過ごせる場所であり、社交とエンターテインメントの場所でもあった。日曜日の黒人の礼拝のようすを描写した当時の記録によれば、輪になって踊りながらすり足で時計と反対方向に回り、リーダーと会衆とが掛合いで歌い(交互唱)、興奮が高まって憑依状態に達することもあった（リング・シャウトという）。歌といっしょに指をパチパチ鳴らしたり、手拍子をうったり、床を踏みならしたりということも見られ、その中にはポリリズムが含まれる。こうした黒人たちの讃美歌は、白人の讃美歌の歌詞や旋律を黒人のリズム・交互唱・シャウトにはめ込んだものと言える。
1863年の奴隷解放以後には、そこから黒人霊歌と呼ばれるジャンルが生まれる、これは白人がリーダーになってヨーロッパの讃美歌風の和音をつけ、楽譜として売り出したものであり、多くの曲が知られているが純粋に黒人のものとは言えず、黒人の礼拝から再度白人の要素を重点的に抽出したものと言える。それに対して黒人たち本来のものに近い讃美歌はゴスペルと呼ばれ、南部および北部・東部都市の黒人居住区に数多く生まれた黒人教会を拠点として独自の宗教音楽が発展を続けた。
同じく奴隷解放後には、南部農業地帯の黒人たちが抑圧の中で味わった個人的感情を呟くように吐き出す歌としてブルースが発生し、ギターの伴奏を伴う中でヨーロッパの和声構造を身につけていく。標準的なブルースの定型は、A A B の3行から成る詩を12小節に収め、各行ごとに後半でギターが歌の間に即興的に割り込む形になっている。音づかいとしてはブルー・ノート・スケールと呼ばれる黒人音楽の特質を示す音階（ミとシ(さらにソも)がときに低めの音になる）に特徴がある。

##### 吹奏楽の流行
アメリカではイギリスやヨーロッパの影響で、18世紀末ころから鼓笛隊などが生まれ、南北戦争の頃にブラスバンドが盛んになり、19世紀後半には博覧会場や公園などで演奏する商業バンドが発達した。特にアメリカ海兵隊バンドの楽長だったジョン・フィリップ・スーザが退役してつくったスーザ吹奏楽団が1892年に活動を開始すると、その演奏水準の高さから大人気となった。19世紀末にアメリカで一番有名だった音楽家は、「行進曲王」の名で世界に知られたスーザだった。同じ頃、バス・ドラムの上にシンバルをセットしたり、バス・ドラムをペダルで演奏するドラムセットの基本アイデアが生まれ、リズムセクションの人数を減らすのに貢献した。

##### ヨーロッパからの移入文化
19世紀後半、東部の都市では、J・シュトラウス2世やレハールやオッフェンバック、それにロンドンのギルバートとサリバンによるオペレッタが移入され、人気を博した。
同じ時期、物語性がなく、歌、ダンス、コメディの寸劇などが演じられるショーとして、レビューが劇場や上流階級用のサロンなどでもてはやされていた。レビューは語源的には〈再見〉を意味するフランス語がジャンルの名となったもので、1820年代のパリで年末にその年のできごとを風刺的に回顧するために演じられた出し物を起源とする。その後、上演時期に関係なく、おおむね風刺的な内容の短い場面をつないだ芸能を指すようになった。
ワルツ王J. シュトラウスは、〈ウィンナ・ワルツ〉の名曲を数多く作ったが、熱狂的にヨーロッパに広がったこのワルツはアメリカに渡り、ゆるやかなボストン・ワルツが生まれた。
18世紀末から19世紀末にかけて、アメリカの領土は約3倍に、人口は移民や新領土獲得に伴う増で約14倍になっている。こうした中で文化的な統一など望むべくもないが、このように様々な民俗音楽の伝承が相互接触して文化変容するところから、多様なジャンルが生まれてくることになる。

### ポピュラー音楽の誕生－19世紀末から1920年代
最初に定義したポピュラー音楽の「近代的な商業音楽」という要素が明確になるのが、1880～90年代の「音楽の商品化システム確立」である。この商品化システムは、自然発生的でローカルな他ジャンルを取り込みつつ発展していく。アメリカは第1次世界大戦の影響をほぼ受けておらず、史上最高の繁栄を見せた時期だったこともこれを後押しし、第1次世界大戦後から大恐慌までの戦後の繁栄と享楽は「ジャズ・エイジ」とも呼ばれる。

#### ティン・パン・アレー[14]
フォスターの時期、つまり19世紀半ばにすでに幅広い活動を行っていた楽譜出版業界は、1880～90年代にはニューヨーク、特にマンハッタンの下町の〈ティン・パン・アレー〉と呼ばれる通りに集中し、音楽を商品化するシステムを確立した。業者が作詞家に具体的な詞の内容にまで注文をつけて作詞させ、作曲家にも細かい指示のもとに作曲させて、その曲を楽譜に印刷して販売し、曲が話題になるように宣伝マンに店先などで歌わせ、その曲が人々に広く歌われれば楽譜が売れて商業的に成功する、という仕組みだった。
この商品化のシステムでは、最初から流行しそうな曲を作詞家作曲家に書かせるための〈プロデュース〉と、それを多くの人に覚えてもらい流行させるための〈プロモーション〉という二つの作業が重要なポイントとなる。プロモーションがうまく行くよう、その曲を人気芸人に歌ってもらい、それに対して謝礼を支払うのを〈ペイオーラ〉と呼んだ。〈ティン・パン・アレー〉は直訳すれば「錫鍋小路」となり、それぞれの会社で試演を行っていたため大変にぎやかだったことからついた名前であるが、のちにポピュラー音楽業界を指すようにもなった。
曲は8小節×4行の32小節が標準で、ティン・パン・アレーの出版社が楽譜を売り、レコード会社はオーケストラ伴奏で録音し、片面1曲ずつのシングル盤として売り出すのが当時の典型的な発表方法だった。このような形の音楽がポピュラー・ソングと呼ばれ、このティン・パン・アレーによって生産される音楽が「メインストリーム」（主流）音楽として幅を利かせ、彼らの確立した生産・販売システムは、その後レコード業界にも踏襲され、1950年代半ばまでアメリカ音楽業界を支えた。この「ポピュラー・ソング」は、最狭義のポピュラー音楽の定義でもある。
こうしたシステムのもと、チャールズ・K・ハリス作の「舞踏会のあとで」(1892)の楽譜は史上はじめてミリオン・セラーを記録し、楽譜出版産業の急成長をうながした。同時期に大衆芸能の主流となったヴォードヴィルでは、人気歌手たちが全米を巡業して、ティン・パン・アレー産の歌を大衆に普及させた。
ティン・パン・アレー流の商業主義路線はアメリカのポピュラー音楽の特徴で、ヨーロッパのような「国民の大多数に共通の文化基盤」が存在しないアメリカでは、自然発生的に何かの音楽が大流行と言うことは大変起こりにくく、楽譜会社・のちにはレコード会社が企画して流行らせる音楽がメインという状況が続いていく。もちろん意図しないところから意図しない曲が大流行することはあり、またティン・パン・アレー側の企画も大外れする場合も多く、常にうまく行っているわけではなかったが、ニューヨークの音楽会社が商業的に流通させるのがアメリカのポピュラー音楽だ、と言う流れはこの頃に確立した。

#### ミュージカル[43]
ミュージカルは「ミュージカル・コメディ」の略。19世紀半ばに現れ、20世紀前半にニューヨークのブロードウェイを中心にしてアメリカで発展した。オペレッタ、パントマイム、ミンストレル・ショー、ヴォードヴィルなど、19世紀のさまざまな演劇から影響をうけて成立した。元来はコメディの名の通り、他愛のない喜劇的な物語をもっぱら扱っていたが、内容が深刻さを増したり、本格的な演劇性を獲得したりするにつれ、単にミュージカルと呼ばれるようになった。分かりやすい物語と親しみやすい音楽、時にはスペクタクル溢れる装置やコーラス・ガールの肉体的魅力などの視覚的要素で観客にアピールする、ショー・ビジネスが盛んなアメリカにふさわしい、費用の掛かる贅沢な舞台芸術である。
当初はその名の通り、形ばかりの物語で歌や踊りをつないだたわいのない恋愛劇や笑劇と、ヨーロッパ出身の作曲家によるオペレッタ風の作品が多かった。しかし1927年の「ショウボート」で、現実感のある舞台に人種差別などの社会問題を盛り込んだ物語でミュージカルに文学性が持ち込まれ、以後は都会的機知と文学性に富んだミュージカルが多く作られた。

#### ジャズの誕生
黒人たちの音楽では、1890年代にラグタイムが誕生した。これは、ピアノの右手にアフリカ音楽に起因するシンコペーションを多用したメロディ、左手にはマーチに起因する規則的な伴奏を組み合わせたもので、ミンストレル・ショーの歌を母体に発展してきた。1900年前後に活躍していたスコット・ジョプリンという黒人ピアニストが、1899年に「メイプル・リーフ・ラグ」を発表し、1902年には「ジ・エンターテイナー」を発表している。20世紀初めの10年ほどの間は、このラグタイムとブルースが商業的にヒットしていた。
同じく1900年代には、ニューオーリンズの元奴隷の黒人たちが始めたブラスバンドが不思議とスウィングするリズムがあるとして評判になり、白人のバンドに真似されたり、そのままのスタイルでダンスホールに雇われたりするようになる。これがジャズの誕生である。ニューオーリンズの初期のジャズ（ディキシーランド・ジャズと言う）で一番目立つのはブラスバンドの行進曲の要素だが、これまでに出てきたブルース（特にブルー・ノートと言われる音階）、ラグタイム、黒人霊歌の要素を含んでいる。また、どのバンドにもクラシック音楽の素養を身につけたクレオール（白人と黒人の混血の人）がいて、楽譜も読めない元奴隷たちにできるだけの指導を行っていた。ディキシー・ランド・ジャズはトランペット・クラリネット・トロンボーン・ピアノ・ベース（もとはチューバ）・ドラム・ギター（もとはバンジョー）が標準的な編成で、決まったコード進行が繰り返される中、管楽器たちが即興演奏を行い、その時にはシンコペーションやスイングでリズムを豊かにするような工夫が行われる。ジャズも様々なスタイルがあるが、この即興とスイングの要素はどのジャズにも見られる。
ラグタイムやジャズは、黒人の音楽ではあるがヨーロッパ音楽の要素も多く含んでおり、メイン・ストリーム側とすぐに接触が生じ、ティン・パン・アレーからラグタイムやジャズの曲が売り出されて人気を得たり、逆にティン・パン・アレーの曲をジャズ・ミュージシャンが演奏したりということが盛んに見られるようになった。ジャズは本質的には「演奏テクニック」であり、どんな曲でも演奏できる代わりに必ず何か「元ネタ」を必要とする。ティン・パン・アレーの曲は「元ネタ」としてよく使われた。この後1940年代まで、ジャズは時代の主役となっていく。
ラグタイムやジャズは当時のアメリカ人たちの間では芸術的な価値は認められておらず、「黒人たちのやっているわけのわからない音楽」と思われていたようである。しかし、その価値はむしろヨーロッパのクラシック系の作曲家に認められた。ドビュッシーやミヨーは明らかにラグタイムやジャズの影響を受けた作品を残している。
1910年～20年にかけて産業構造が農業から工業に転換するにつれてアメリカでは南部から北部への人口の大移動が起こり、それに合わせるように多くのジャズメンがニューオーリンズからシカゴに移動する。シカゴでは天才トランペット奏者のルイ・アームストロングが全てのジャズ奏者と編曲者に甚大な影響を与え、ジャズの時代を築く。1920年頃にはドラムセットにハイハットが加わり、現在とほぼ同様のリズムパターンが出せるようになった。

### ティン・パン・アレーの全盛期－1920～30年代

#### 新技術とポピュラー音楽①

##### レコード[45]
1887年に発明された円盤型レコードは徐々に浸透し、1925年の電気録音方式の導入による音質向上にも後押しされ、1920年代半ばにはアメリカ全土でレコードは年間1億枚以上を売り上げるようになった。

##### PA[46]
電気録音導入以前は歌手は声が大きくなければならなかったが、マイクロフォンの導入により、声量がなくてもマイクを効果的につかって表情が出せるようになり、ビング・クロスビーなどによってソフトにささやくようにうたうクルーニング唱法(クルーンには感傷的にうたうという意味もある)が広まった。オペラのように、肉声で遠くまで響き渡らせようとすると不可能なささやくような歌い方は、現在のポピュラー曲でも多用されているが、音響・録音技術の進歩と不可分だった。やがてポピュラー音楽は実演のステージでさえも、拡声装置（パブリック・アドレス）が切り離せなくなっていく。

##### ラジオ[47]
同じく1920年代にはラジオや映画が浸透し始め、これがポピュラー音楽を大衆に伝えるのに大きな役割を果たすことになる。ラジオは当初レコードと競合すると思われていた。しかしレコードはラジオの番組制作簡略化に貢献しただけでなく、音楽が放送されることによって、多くの新たな聞き手を獲得した。

##### 映画[48]
映画産業は20世紀初めの小規模の映画館の林立に始まった。1915-20年には多くの映画会社がカリフォルニア州ハリウッドに移り、映画の聖地となった。映画ははじめはサイレント（音声なし）だったが、1926年にトーキー映画が発明され、映画に音をつけることが出来るようになると、まずミュージカル映画が大流行する。また歌手や演奏者の出演がレコードの売れ行きを左右することから、主題歌や挿入歌のタイアップがすすんだ。
ハリウッドの映画各社がシステム化されるにつれ、各社とも音楽担当の部署を整備し、50人近いオーケストラを抱えるようになり、映画のための音楽を担当するようになった。オーケストラによる後期ロマン派スタイルの映画音楽という形はこの頃に確立し、シンフォニック・スコアと呼ばれている。映画音楽というジャンルは、このような中から生まれてきた。

##### 新技術の影響[47]
レコードの普及は、音楽のあり方を大きな変えた。世界各地の音楽は時間や場所をこえてより多くの聴衆に聞かれるようになり、ここまでに出てきた様々なジャンルの音楽が街にあふれ、家庭に入ってくるようになった。都市部で商業的に制作される音楽（メイン・ストリームの音楽）と地域に密着した民謡などとの分離がすすんだ。
また、レコードやラジオや映画を通じて特定の演奏者や歌手とむすびついた曲がくりかえしながれることで、音楽家がスター化していく。新しいスターをつくりだそうとする音楽産業と聞き手の好みの移り変わりを反映して、流行のサイクルやスターの寿命がちぢまった。
さらに、音楽が大量生産向けに均質化する傾向や、聞き手が受動的な消費者になる傾向も出てきた。ミリオン・セラーの現象は、流行曲を次々と出すことをレコード資本の目標にさせ、音楽産業の主導権は楽譜出版からレコードに移った。

#### ティン・パン・アレーの全盛期

##### ティン・パン・アレー
こうした中、ティン・パン・アレーは1920-30年代に全盛期を迎えた。当時のヒット曲はほとんどすべてニューヨークを本拠地とする一握りの作曲家と作詞家がつくりだしていた。ジョージ・ガーシュウィンとアイラ・ガーシュウイン、ロジャースとハマースタイン、同じくロジャースとロレンツ・ハートなど、作曲家と作詞家は多くの場合コンビを組んで活動した。
ヴォードヴィルは1928年に人気の絶頂を迎え、1000あまりあったアメリカのヴォードヴィル劇場に、およそ200万人の観客が毎日おしよせた。またチャールズ・チャップリン、バスター・キートン、マルクス兄弟といった、1910年代から20年代のスラップスティック・コメディの有名なスターたちは、ヴォードヴィルやミュージック・ホールに出演したのちに映画産業に入り、ヴォードヴィルの伝統を続けた。
ヴォードヴィルは30年代に入ると映画に押されて落ち目になるが、かわって大衆芸能の王座についたブロードウェイ・ミュージカルのほか、ダンス・オーケストラの専属歌手も、ティン・パン・アレーの歌の普及に貢献した。先に挙げたロジャースやガーシュウィンも多くのミュージカルをのこしている。

##### スイング・ミュージック
シカゴでは「ジャズ」ではなく「スイング・ミュージック」と言う言葉を使ったベニー・グッドマンが1935年にブレイクし、スイングの時代をもたらし、これは1940年代初めまで続く。この頃の人気バンドは全て白人だった。黒人が演奏するのは下品で喧騒なジャズ、白人がやるのはスマートで健康的なスイング・ミュージックというのが、初めて陽のあたる場所へ出たジャズに対する世人の受け止め方だった。
ジャズはビッグバンドというトランペット・トロンボーンの金管楽器6-8名・サックス中心の木管楽器4-6名・ピアノ・ギター・ベース・ドラムなどのリズムセクション3、4名が標準的な編成となり、4ビート・スイング・リフの使用・各メンバーの長大なソロなどを特徴とする。ポピュラー界のミュージシャンも、ジャズメンほど自由な即興はおこなわなかったが、明らかにジャズに特徴的なリズムとメロディをとりいれ、1930年代初めには、ジャズの感覚を吸収した先のビング・クロスビーがメイン・ストリームでは最高の人気を占め、ポピュラー・シンガーがジャズ風の楽団を伴奏に歌うのはごくありふれたこととなった。社交ダンスの音楽にもジャズの要素が大幅に取り入れられた。

##### メイン・ストリームとローカル
この時代は、1930年代初頭の大不況による落込みはあったにせよ、アメリカの音楽業界が最も順調に進展した、メイン・ストリーム音楽の黄金時代だった。ここに挙げた新技術は全てポピュラー音楽を大衆に定着させるのに貢献した。しかし大衆の興味をつねに引きつけることには、ティン・パン・アレーのプロダクションとプロモーションの手腕をもってしても限界があり、例えば1930年にキューバの「南京豆売り」がヒットしてルンバ・ブームが突如巻き起こるなど、植民地型のポピュラー音楽が国外から入ってきて人気を奪い、音楽産業がそれを追いかけるといった現象もしばしばあった。
このことは、メイン・ストリーム（ティン・パン・アレーのポピュラー・ソングとブロードウェー・ミュージカル、先進国型のポピュラー音楽）と、ローカルな民族的基盤に基づいた音楽（ブルース・ラグタイム・ジャズなど、植民地型のポピュラー音楽）のその後の関係を示している。ジャズがそうであったように、もともとはサブカルチャーだったものがメイン・ストリームに取りこまれ、音楽業界の生産様式に組み込まれてメイン・カルチャー化するという流れである。
サブカルチャーは黒人のものとは限らない。1920年代、レコード会社が「ヒルビリー」と言うレーベルで、南部の白人大衆向けにアメリカ民謡に起源のある音楽を売りだした。アメリカ民謡に起源を持つメロディと、孤独、貧困、望郷など同時代のメイン・ストリームが取り上げないテーマを含んだ歌詞が共感を呼んだ。27年にミシシッピ生まれのロジャーズやカーター・ファミリーが評判となり、以後は急速に商業音楽として成長した。映画の誕生後は西部劇でカウボーイ姿で歌って人気を得る者が多く出て、西部開拓時代への懐古と田舎の生活への郷愁がこのジャンルの特徴となった。これはのちにカントリー&ウエスタンと呼ばれるジャンルとなるが、白人が担い手でありながら、ローカルな下層大衆の音楽であり、サブカルチャーとして始まり、後にメイン・ストリームに取りこまれることになる。

### 第二次世界大戦前後－1940年代～1950年代半ば
第二次世界大戦時のアメリカは、本土が直接攻撃されることがほとんどなく、生活必需品の生産や供給が滞ることもなかったため、戦争の国民生活への影響は比較的軽微であった。軍事増産はむしろ景気を回復させている。しかし国民の1割に当たる1200万人が兵士となり、多くの軍需工場では女性が工員として働くことになった。西海岸では防空壕設置や灯火規制が行われた。食料品や日用品の配給制は他国同様行われた。バーやダンスクラブの営業制限が行われ、後述のようにジャズの在り方に大きく影響している。軍需産業の発達は南部から北部などへの人口移動を生み、ヒルビリーやブルースやゴスペルなど南部に起源のある音楽の人気を高めた。1945年には大戦が終結し、経済状況も回復したものの、冷戦が固定化し、朝鮮戦争や東西の軍拡競争も行われ、政治的・文化的にはやや保守化した。
音楽の関連でいえば、ニューヨーク・フィルやNBC交響楽団の演奏は変わらず行われており、ブロードウェー・ミュージカルは新作を提供し続けており、ビング・クロスビーやフランク・シナトラは人気を集めており、ジャズ以外には明白な負の影響はあまりなかったようである。1930年代から黄金期を迎えていたハリウッド映画は戦争プロパガンダ映画も制作し、隆盛は続いていた。
しかし、戦争が大衆の音楽への嗜好に影響を与えた可能性は容易に指摘できる。ビング・クロスビーの「ホワイト・クリスマス」（1942年）は現在に至るも世界歴代シングル売上1位を崩していないが、これは憂鬱さと家庭の癒しのイメージの混在が戦時中のリスナーの心をとらえたためであり、米軍放送にはこの歌のリクエストが殺到したという。
愛国心の高揚はヒルビリーの国民的人気を後押しし、テネシー州メンフィスがそのメッカとなった。代表にハンク・ウィリアムズがいる。
厭戦気分の高まりは「長い旅路の果て、我が家に帰る」という歌詞を持つドリス・デイの「センチメンタル・ジャーニー」（1944年）を23週連続チャート1位に押し上げた。

#### ジャズとブルース

##### ジャズ
ジャズは基本的にはダンス・ミュージックとして演奏されていたが、1941年の日米開戦とともに戦時統制によりダンスホールは高率課税の対象となり、また成人男子の多くは徴兵され、ビッグバンド編成での大人数の演奏がほとんど不可能になってしまった。ジャズの編成は3～8人と少人数化し、即興の腕を競い合うジャム・セッションを連日繰り返す形になり、そこからアドリブ・ソロとビート感を強調するビバップというジャンルが生まれた。チャーリー・パーカーはビバップの代表人物である。
ビバップはまとまりに欠けるきらいがあり、その要素を受け継ぎつつもそれ以前のスウィングの要素もとりいれ、冷静な編曲に基づいたなめらかでソフトな演奏のスタイルのクール・ジャズがニューヨークで生まれた。1949年のマイルス・デイヴィス九重奏団のアルバム「クールの誕生」がその始まりだが、やがて朝鮮戦争の好況でわくロサンゼルスに拠点を移しウェスト・コースト・ジャズと呼ばれるようになった。ロサンゼルスにはヨーロッパ音楽の巨匠ミヨーやシェーンベルクがナチス迫害を避けて移住してきており、しばしば近代音楽とジャズの融合が真面目に試みられた。ただし、これもどちらか言えば白人中心のジャズだった。

##### リズム・アンド・ブルース
1940年代にはエレクトリック・ギターが急速に普及し、黒人の音楽で細々と続いていたブルースが人口移動に伴って北部の都市に流入し、エレクトリック・ギターを取り入れてビートを強調しつつジャズとゴスペルの要素を取り入れ、リズム・アンド・ブルースというジャンルを生み出す。もともとこの言葉は、当時レイス・ミュージック（人種音楽）と呼ばれていた黒人音楽の新しい呼び名として考えられたものだった。ジャズは当初は黒人の音楽だったが、白人のジャズ・プレイヤーが大量に登場したり、メイン・ストリームの音楽となって商業主義路線に乗っかったり、ダンス・ミュージックとして洗練されたり、クラシックとの接点が発生したりと、もとの黒人音楽の活気とはかけ離れたものになっていた。このリズム・アンド・ブルースはそういった中で登場し、当の黒人だけでなく白人の若者も熱狂して聴きあるいは踊るという現象が起きた。ビッグ・ジョー・ターナーはリズム・アンド・ブルースの初期の代表的人物である。

#### 戦後の動向
戦後のヨーロッパでは、フランスのシャンソンのエディット・ピアフ、イタリアのカンツォーネ歌手のドメニコ・モドゥーニョが人気を集めた。スペインではフラメンコ歌手が人気を集め、アフリカ・西アジア・インド・東南アジアなどでもポピュラー音楽界に大物が登場している。日本では美空ひばりが登場し、それまでのややぎこちない日本歌謡に新風を吹き込んだ。またキューバのバンドリーダーのペレス・プラードがアメリカに持ち込んだマンボは若者を熱狂させた。この時代を中村とうようは「世界ポピュラー音楽の黄金期」と書いている。
こうした中、マントヴァーニ（イギリス）、パーシー・フェイス（カナダ）、フランク・プゥルセル（フランス）らクラシックの教育を受けたミュージシャンが、自身のオーケストラを率いてムード音楽（のちにイージーリスニングと呼ばれる）を拓く。器楽曲でありながら、全米ヒットチャート上位にたびたび食い込んだ。
ハリウッドは戦後、独占禁止法の適用によるグループ解体と赤狩りの標的になったことによる優秀なスタッフの追放、郊外人口の増加とテレビの浸透による人々の生活様式の変化が重なり危機を迎えるが、作品そのものは名作がつくられ続け、西部劇やミュージカル映画の傑作（「雨に歌えば」など）と数々のスター（フレッド・アステアやジュディ・ガーランド、ジーン・ケリーなど）が生まれ続けた。第二次世界大戦前後からロック・アンド・ロールが台頭するあたりにかけて時期に作られた作品群は、今日においてスタンダードとみなされているものが多い。詳細についてはスタンダードの項目も参照のこと。

#### 新技術とポピュラー音楽②

##### レコードの進化・テープレコーダーの登場[78]
レコードの技術としては、1945年に高い周波数ほど大きく録音し再生時に電気的に調整して音質を高める技術のプリエンファシスが開発され、48年ごろからはそれまでのSPレコードに代わってLPレコードが用いられるようになり、50年代以降はステレオ録音が登場し、「原音に忠実」と言う意味の略語のHi-Fiがマーケティングに使われるようになった。同じく50年代以降は磁気テープによる録音が普及し、生演奏だけによらない音楽づくりに道を開いた。

##### テレビ
アメリカでは41年にテレビ放送の規格が決められ、45年と50年には新技術が開発されて画質が向上し、普及に拍車がかかった。その結果、55年にはテレビ普及率はアメリカの家庭の67%に達した。48年からはエド・サリヴァン・ショーが始まり、多くのミュージシャンが登場した。

### ロックの誕生と沈滞－1950年代半ば[81]
リズム・アンド・ブルースは白人の若者をも熱狂させたが、これを見た白人の一部がリズム・アンド・ブルースの感覚を取り入れる動きが見られ始める。白人のビル・ヘーリーは54年に「シェーク・ラトル・アンド・ロール」と「ロック・アラウンド・ザ・クロック」を録音したが、前者は先のビッグ・ジョー・ターナー、後者はソニー・デーのレコードの模倣で、どちらもオリジナルは黒人であった。「ロック・アラウンド・ザ・クロック」は翌55年に映画「暴力教室」に用いられ、大ヒットとなった。
同じ54年にはメンフィスの電機会社の運転手だったエルヴィス・プレスリーが地元の小さなレコード会社から「ザッツ・オール・ライト」を出したが、これも黒人のアーサー・クルーダップの作品であった。
こうして生まれてきた新しい音楽は、ラジオのディスクジョッキーをしていたアラン・フリードによって「ロック・アンド・ロール」と呼ばれた。ロックの誕生である。
ロックは、リズム・アンド・ブルースの要素が一番強く、そこにヒルビリーやポピュラー・ソングの要素が融合して生まれた。先のヘーリーやプレスリーはヒルビリーの要素が強く、またプレスリーは好きな歌手としてフランク・シナトラを挙げており、ポピュラー・ソングの伝統も受け継いでいる。このため、ヒルビリーの要素が強いと「ロカビリー」（ロック＋ヒルビリー、プレスリーなど）、ポピュラー・ソングの要素が強いと「ロッカバラード」（ロック＋バラード、ポール・アンカなど）などの派生語が生まれたため、60年代になると、それらの全体を呼ぶ言葉がロック、1950年代中葉の初期のロックを指す言葉がロックンロール、と使い分けるのが一般的となった。
ロックは、命名者であるアラン・フリードやプロモーターの尽力によって、独立系小レーベルでレコード化されたが、経済的に恵まれるようになっていた10代の若者に想像をはるかに超える支持を受けた。
大手レコード会社もさっそくこのジャンルに目をつけ、プレスリーは早くも大手のRCAレコードに引き抜かれ、56年には「ハートブレイク・ホテル」の大ヒットを生んだ。プレスリーは「史上最も成功したソロ・アーティスト」（ギネス・ワールド・レコーズ）とされ、全米No1ヒット曲数歴代2位、週間数歴代1位など、記録には事欠かない。その後を追って誕生したのが先の「ロカバラード」で、これは旧来のメイン・ストリームの「プロの作詞家・作曲家がヒットをねらって書いた曲でレコードを作り、ラジオやテレビなどのメディアでうまく宣伝して広めていくという商業主義」そのもので作られた。
ロックの誕生は「白人の若者の欲求不満を白人文化では吸収しきれなくて黒人文化に頼らざるをえず、黒人底辺文化の価値観を白人若年層が大幅に取り入れたという、前例をみないラディカルな社会現象だった」と世界大百科事典の「ロック」の項で中村とうようが評しているが、せっかく誕生したロックはこうしてすぐに商業主義に取り込まれてしまった。ロックの立役者だったフリードも、音楽業界から放送関係者に贈られていたペイオーラが賄賂とされ、59年と60年に連邦議会（下院）で開かれた聴聞会で疑惑の張本人として取りざたされ、大スキャンダルとなった。こうした事情から、ロックンロールの全盛期は54年から59年までの5年間しか続かなかった。

#### 初期ロックの影響と同時代現象
ちょうどこの頃は奴隷解放後も解消されない差別（人種隔離制度と制度的差別体系）に苦しんでいた黒人たちが公民権運動を開始した時期である。
ニューヨークの黒人ジャズが復活し、ハード・バップまたはモダン・ジャズと呼ばれた。公民権運動にあわせ、黒人側からのラディカルな抗議を表明する曲が書かれ、また原点回帰とばかりにブルースやゴスペルの要素を取り入れ、その演奏には黒人の体臭を意味する〈ファンキー funky〉という形容詞がつけられた。マイルス・デイヴィスは初期の代表者だが、クール・ジャズの創始者でもある。
初期のロックンロールはリズム・アンド・ブルースとほとんど変わらなかったが、白人のロックンロール歌手が増えてくるにつれ、リズム・アンド・ブルースは、よりゴスペルなどのアフリカン・アメリカンの要素を取り込み、ソウル（ソウルミュージック）と呼ばれるようになった。レイ・チャールズはソウルの発展に大きく貢献した。社会背景的には先に挙げた公民権運動があった。
ロックンロールの登場に刺激されてヒルビリーも電気楽器をとりいれ、より洗練されたアレンジを用いるようになる。それにともない、レコード会社は従来の「ヒルビリー」にかえて「カントリー・アンド・ウェスタン」のレーベル名を導入した。
メイン・ストリームでは、ポピュラー・ソングが最後の最盛期を迎えており、フランク・シナトラやペリー・コモがテレビにも進出しつつ活躍した。このころミュージカル映画はテレビに押され始め、制作費の高騰で本数も減り黄金時代は終わりを告げる。「ウエスト・サイド物語」（1961年）「マイ・フェア・レディ」（1964年）「サウンド・オブ・ミュージック」（1965年）などは最後のミュージカル映画のヒット作である。

### ポピュラー音楽史上最大の多様化－1960年代～1970年代前半
戦後のベビーブームで生まれた世代がティーンから成人を迎えるこの頃、依然として冷戦やベトナム戦争が続き、一向に戦争を反省していないように見える社会や国家に対し、世界的に若者たちによる異議申し立ての行動が活発で、世界各国で大学紛争が盛んだった。若者はこのような共通体験から一つの「世代」として認知され、彼らの主張や考え方は「若者文化」と呼ばれた。若者の重視は音楽の世界が先んじており、戦前のポピュラー音楽が基本的に大人を対象にしたメインカルチャーだったのに対し、50年代後半のロックンロールでは明らかに始めから若者をターゲットにした曲が多く作られ、歌詞も恋愛や私生活、自己実現の悩みなど10代の若者の主要な関心事をテーマにしていた。

#### フォーク・ソング[93]
ピート・シーガーはウディ・ガスリーらと組んで、1940年代から民謡風のメロディーに乗せてプロテスト・ソング（社会の中の不公平や不正を告発し抗議する歌）を歌っていたが、1950年の「おやすみアイリーン」が大ヒットし、この影響を受けたザ・キングストン・トリオによる古い民謡のリメーク「トム・ドゥーリー」（1958年）が大ヒットして、フォークソングは完全にポピュラー音楽の一部門を占めるにいたった。次いでボブ・ディランが「風に吹かれて」を62年に発表し、公民権運動の中で広く歌われた。フォークソングはロックとは対照的に、中流階級の大学生に支持され、清潔で知的なイメージでもてはやされた。

#### ロックの復活[81]
60年代初めには、音楽産業がロックンロールと銘うって売りだす音楽の大半が、ロックンロールの物まねにすぎなくなっていた。プロの作曲家がつくった曲をアイドル型クルーナーが歌い、スタジオ・ミュージシャンの伴奏で録音した。これはティン・パン・アレーの旧来のやり方そのものであった。
沈滞していたロックは、イギリスからの動きで息を吹き返した。62年、ビートルズ、ローリング・ストーンズ、アニマルズなど多くのグループがロックの原点を取り戻し、アメリカの若者にも熱狂的に迎えられた。これはブリティッシュ・インヴェイジョン（イギリスのグループの襲来）と言われる。それに呼応して、64年にビーチ・ボーイズがカリフォルニアから出た。カリフォルニアはフォーク・ソングも盛んであり、またサンフランシスコとその周辺のヒッピーが新しい若者文化をつくり出していたが、そうした土壌から新しいロックが盛り上がった。新しいロックに関して、『世界大百科事典』のロックの項で中村とうようは「無教養な若者の衝動に発したロックは、10年後に知的な性格を帯び、運動の側面を備えたものとして、より広範な社会的影響力を発揮する形で再生した。歌詞は10代の感傷を歌う単純なものから，社会批評性をもったり、哲学的に思索したりするものに成長した」と評している。

#### ロックの多様化
60年代後半は、ロックがメイン・ストリームに食い込み、多様化していく時期となる。ブリティッシュ・インベージョン以前は弾圧の対象だったロックは、大規模化したレコード産業の後押しを受け、多種多様なスタイルとなった。

##### サイケデリック・ロック[81]
ヒッピーにつきものだった麻薬やLSDからは、サイケデリック・ロックが生まれた。代表はグレイトフル・デッド。幻覚体験を音楽で表現しようとするもので、多くのミュージシャンがサイケデリック・ロックに傾倒したが、LSDの所持の禁止・それに伴うヒッピー文化の衰退・麻薬によるアーティストの死などにより衰退し、アーティストたちは実験的な音楽を特徴とするプログレッシブ・ロックに移行し、クラシック系の現代音楽と影響しあうような作品まで書かれている。ピンク・フロイドなどが有名である。

##### フォーク・ロック[81]
フォークソングやカントリー・ミュージックのアーティストたちも、ロックへの接近が見られた。フォークシンガーだったボブ・ディランがエレクトリック・ギターを用いてフォーク・ロックというジャンルを開き、賛否両論を巻き起こす。同様にカントリー音楽の要素を入れたロックもバーズなどによって開かれ、ジャンルの垣根を取り払った。

##### ブルース・ロック[81]
イギリスでは黒人ギタリストによるブルースを白人が模倣し、ブルース・ロックが生まれる。元がギターブルースであるため、エレクトリック・ギターの長大な即興を特徴としている。エリック・クラプトンを中心とするクリームなどが代表。このジャンルはやがて「最もロックらしいロック」や「ロックの主流」と呼ばれるハード・ロック（ディープ・パープル、レッド・ツェッペリン、ブラック・サバスなど）、さらにはヘヴィメタルなどへと続いていく。

##### グラム・ロック[99]
多少遅れて70年代初頭のイギリスでは、デヴィッド・ボウイやT・レックスのマーク・ボランらが、妖艶な化粧と衣装で中性的なイメージをふりまき、退廃とクールさが入り混ざったロックの新感覚を示して流行となった。これは魅惑的（glamorous）からグラム・ロックと呼ばれる（ただし、英米では通常グリッター・ロック＝けばけばしいロックと言われる）。初期のエルトン・ジョンもステージで奇抜な衣装やメガネをつけるなどして、グラム・ロックを象徴した。派手な化粧をしたバンドはその後もたびたび現れており、後のロックに与えた影響は少なくない。

#### 多様化したロックの影響
ロックの影響は世界に及んでおり、例えば日本では65年のベンチャーズ、66年のビートルズ来日以後にグループ・サウンズやカレッジ・フォークがブームとなりアマチュア音楽の裾野を広げ、72年以降のフォーク系シンガーソングライター（吉田拓郎・井上陽水など）および75年ごろからの女性シンガーソングライター（荒井由実・矢野顕子・中島みゆきなど）の活躍につながった。
フランスではロックの影響のもと、ジョニー・アリディやシルヴィ・ヴァルタンなどの音楽がイェイェと呼ばれて人気を集めた。セルジュ・ゲンスブールのプロデュースしたフランス・ギャルの「夢見るシャンソン人形」はユーロビジョン・ソング・コンテストの優勝曲である。活躍した女性歌手たちはフレンチ・ロリータと呼ばれた。
ヨーロッパでは、ロックやリズム・アンド・ブルースが広く聴かれるようになったのみならず、大量販売をめざす大手レコード会社は、ビートルズ・ブーム以降、ロック的な音楽を国際的な主力商品にすえた。このようなロックの影響を受けた新しい若者向け音楽のスタイルを説明するための言葉として、イギリスでポップ（ポップ・ミュージック）と言う言葉が使われ始めた。ヨーロッパ各地でも、それにならった英語の音楽がつくられはじめた。このためヨーロッパでヒットする音楽の5～6割が英米の音楽で、ユーロビジョン・ソング・コンテストの優勝者も過半数が英語で歌っている（1974年優勝のスウェーデンのABBAなど）。このように英米のポピュラー音楽の影響下にあるヨーロッパ産のポピュラー音楽をユーロ・ポップと呼ぶ場合がある。
東側諸国の多くはロックを資本主義の退廃を象徴する音楽として弾圧したため、ロックの影響は地下化した。
1960年はアフリカの年と呼ばれ多くの国が独立したが、アフリカ独立とロックの世界的な流行は、アフリカにエレキ・ギターの急速な普及をもたらし、ナイジェリアではフェラ・クティが現れる。クティはジャズとファンクを参照しつつ強烈な政治的発言を盛り込んだ音楽を作り上げ、自らアフロ・ビートと呼んだ。目の前の不正を強烈に告発する歌詞は当局の弾圧を生んだが、クティはさらに強烈な表現で今度はその弾圧を歌にした。後続は現れなかったが、アフリカ起源のアフロ・ビートと言うジャンルは全世界に広がった。
メイン・ストリームそのもののようなミュージカルでも、ロックを取り入れた作品がいくつもつくられたが、この時期のミュージカルは筋らしい筋がなく、文学性を喪失するなど迷走が見られる。

#### 映画音楽とイージー・リスニング
シンフォニック・スコア全盛だった映画音楽界は、テレビの台頭によって衝撃を受けた。ヘンリー・マンシーニやジョン・ウィリアムズはテレビで腕を磨き、映画音楽で活躍した人たちだが、彼らはそれまでの映画音楽の伝統にとらわれることなく、時代を反映した革新的な音楽を映画に取り入れた。1960年代はヨーロッパ勢が活躍しており、「007」のジョン・バリー、「シェルブールの雨傘」のミシェル・ルグラン、「男と女」のフランシス・レイ、「荒野の用心棒」のエンニオ・モリコーネ、「ゴッド・ファーザー」のニーノ・ロータらがいる。また誕生して間もないロックを映画音楽に取り入れる試みも行われ、「卒業」や「イージー・ライダー」は当時の有名なロックをテーマ曲としていた。
ムード音楽は1970年代以降、アメリカの音楽業界紙の表記に習ってイージー・リスニングと呼ばれるようになる。駅やデパートなどでのBGM使用は一般化し、単純労働の作業場でのBGMの活用が研究されるなど、この時代は音楽を人間工学的に利用しようと言う社会的な動きが存在した。この頃ポール・モーリアが登場し、68年に「恋はみずいろ」でビルボード・ホット100で5週連続1位を獲得し、年間チャートでも3位に入っているが、先述のヘンリー・マンシーニやミシェル・ルグランやフランシス・レイやニーノ・ロータの映画音楽もイージー・リスニングとしても聴かれている。

#### R＆Bとジャズの動向
黒人たちの音楽では、リズム・アンド・ブルースから発展したソウル・ミュージックの中に、ゴスペルを基盤とする熱唱系の歌や、ハードバップに起源がある強烈な16ビートを特徴とするファンクなどが現れる。熱唱系の代表はアレサ・フランクリン、ファンクの代表にジェームス・ブラウンやアース・ウインド&ファイアーがいる。
一方、ジャズはロック人気に押され、商業的な危機を迎えたため、ジャズ・ミュージシャンの中にはソウルミュージシャンの音楽を手本にする動きが出てきて、フュージョンが生まれる。これは当初はファンク・ジャズやソウル・ジャズと呼ばれていた。代表者はマイルス・デイヴィスである。エレクトリック・ギターなどの電子楽器を導入しての斬新なサウンドは、古くからのジャズファンは眉をひそめたが、ジャズと言うジャンルの延命をもたらした。
その他、ジャズの分野ではコード進行を無視したような過激な即興を特徴とするフリー・ジャズやモード・ジャズが行われているが、クラシック音楽の現代音楽同様、技法的には新しいもののあまり多くの人に受け入れられたとは言えず、ジャズは以後伝統回帰と多様化の時代となっていく。フリージャズの開拓者にオーネット・コールマンがおり、モード・ジャズはまたもやマイルス・デービスが切り開いた。
アメリカのすぐ近く、カリブ海に浮かぶジャマイカは1962年にようやく独立を果たすが、伝統的なカリブ海の音楽がアメリカのソウル・ミュージックなどの影響を受け、レゲエが生まれる。レゲエはやがて60年代後半にアメリカに持ち込まれ、ソウル・ミュージックが失ってしまった精神的なメッセージの純粋さにより世界の若者をとりこにするまでになる。ボブ・マーリーが代表。同様に、プエルトリコで生まれたサルサは70年代初めにアメリカを席巻する。

#### 新技術とポピュラー音楽③

##### FMラジオ
61年にはアメリカ連邦通信委員会（FCC）がFMのステレオ技術を規格化して数百のFM局が開局していたが、66年にはFMの放送内容をAMと分離することを決定し、FM放送の視聴者が増えるきっかけとなった。FM放送はAM放送に比べ音質が高く、より高い音質で音楽を楽しみたいという欲求を喚起し、オーディオ機器の普及をもたらした。

##### カセットテープ[114]
テープレコーダーはオープンリール式のものが主に業務用で使われていたが、63年にオランダのフィリップスがカセットテープの規格を開発・公開し、世界各国で普及し、テープそのものやカセットの機械的構造が改良されて、オーディオ用としてもつかわれるようになった。

##### エフェクター[115]
エレクトリック・ギターは当初はクリーンなサウンドで、アンプを通すことで単に音量を上げて弾かれていたが、ロックのギタリストたちはアンプの容量最大に音量を上げると発生する音の歪み（ひずみ）を発見し、音楽の素材として活用を始めた。60年代後半のエリック・クラプトンやジミ・ヘンドリックスやジェフ・ベックはアンプの音量を最大にして歪ませることでロックなサウンドを生み出していた。やがて人工的に歪みをつくりだす装置のエフェクターが登場し、62年にはファズが発売され、70年代にジミ・ヘンドリックスが使用している。オーバードライブやディストーションはもう少し遅く、1977年と78年である。

##### シンセサイザー[116]
モーグ社のシンセサイザーが1964年に発売され、使われ始めた。電子音の合成を小さなシステムで可能にしたモーグ社のシンセサイザーは電子音楽の境界線を広げた。68年にウォルター・カーロスがこれを用いてバッハの音楽を合成した LP レコードが注目された。続いて日本の冨田勲がドビュッシーの曲による合成音楽を作り、シンセサイザーの音は急速に広まった。

### カリスマの時代からワールド・ミュージックへ－1970年代後半～1980年代
1960年代後半に盛り上がったものは、70年代に入ると一斉に失速した。75年のベトナム戦争終結は学生運動の世界的な連帯の理由をなくし、また学生運動の暴力化や初期学生運動の担い手たちの就職に伴う転向は後継の学生たちの離反を招き、学生運動は実質的な終焉を迎える。73-74年と79-81年の2度にわたるオイルショックは世界的に続いていた戦後の経済成長を止めてしまった。東西陣営は緊張緩和の時代となり、世界は騒然とした状態からそれなりに静かな状態に移った。ソ連のアフガニスタン侵攻はデタントを崩壊させたが、そのソ連は社会主義経済の不調から内部がボロボロになっており、立て直しを図った87年からのペレストロイカは東欧諸国への締め付けを緩める結果となり、89年の東欧民主化革命とベルリンの壁崩壊、91年のソビエト連邦の崩壊へとつながっていく。

#### 商業主義への回帰－ディスコ[121]
ポピュラー音楽の世界も、60年代後半の途方もない盛り上がりは見られなくなる。一つはオイルショックに始まる不況がレコード会社を慎重にさせ確実に売れるアーティストだけを売るようになった点、もう一つはアメリカの音楽産業が集中化した点である。60年代末までのローカルラジオの個性的な番組は全米共通の画一的な番組に変化し、特定のファン層を対象に製造された商品としての音楽がテープで全米に配給され、一斉に流された。結果的にポピュラー音楽界は、以前の商業主義路線に回帰した形になった。
商業主義路線の代表は、ディスコ（ディスコ・ミュージック）である。バス・ドラムによる一定不変のビートをアメリカ黒人のダンス音楽にくわえてリズムを単純化したもので、初めはニューヨークのゲイ・カルチャーの音楽だったが、名前の通りディスコ（DJがLPで音楽を流し、酒類が提供され、客にダンスをさせる店舗のこと）でのダンス・ミュージックだった。もともとダンスホールは生バンドの演奏が当然だったが、経費とスペースの節約のため若者向けの安直な店でレコードでの音楽提供が始められたのが最初のディスコの姿だった。ディスコはもともとレコードと言う意味のスペイン語やイタリア語である。しかしDJが客に呼びかけながらレコードをかける親しみやすい雰囲気が若者の人気を集め、レコード会社がDJが使いやすいように30cmのシングルでリズムを強調した踊りやすい音楽を提供し、それに合わせた新しい踊りが次々に出現し、77年には映画「サタデー・ナイト・フィーバー」というディスコダンスの名手を主人公にした映画が大ヒットするなどし、ディスコは大ブームとなった。70年代後半のメイン・ストリームはディスコだった。サタデー・ナイト・フィーバーに出演していたビージーズや、日本でもカバー曲が良く知られるヴィレッジ・ピープルが代表的である。
しかし、ディスコは（踊るための音楽なのでやむを得ないが）リズムは一定で、エレキ・ギターが前面に出ることはなく、歌詞もメッセージ性や過激な要素はなく、歌も特にメロディを歌い上げたりはしておらず、ロックの刺激性に慣れた人やフォークのメッセージ性に感じ入った人には明らかに物足りない。こうしたディスコに対し、音楽ファンや音楽評論家は「商業主義だ」という批判を容赦なく浴びせた。またディスコ文化に対しても、激しい反発が寄せられた。その結果、80年代に入る頃にはアメリカではディスコの人気は著しく落ち込んでいた。ただし、踊らせるための音楽は80年代を通じて存在し続け、80年代後半くらいから後述のエレクトロ・ポップの要素を取り込んでハウスと呼ばれるジャンルがニューヨークやシカゴで生まれ、イギリスを通じて全ヨーロッパに広まった。またディスコはクラブと呼ばれるようになる。

#### パンクの誕生とロックの危機[122]
75年のロック界ではハード・ロックとプログレッシブ・ロックが主流だったが、ハード・ロックのスターたちはすでに大物となり高度な演奏技術を駆使するようになっており、プログレッシブ・ロックでは高価なシンセサイザーを駆使したり現代音楽とコラボレーションしたりして芸術志向になっていた。ソフト・ロックという、美しいメロディーとコーラスを特徴とするジャンルも人気があったが、本来のロックではないと批判されてもいた。こうした状況に対し、初期ロックの率直なエネルギーの復活を目指して、パンク・ロックが起こる。
パンクはもともと「粗悪品、不良、ちんぴら」を意味する俗語で、70年代ロンドンで始まった原色に染めて逆立てた髪などを特色とする奇抜な若者ファッションを指すようになった。パンク・ロックはロックに残っていたブルース色を削ぎ落し、粗野で荒削りで急テンポの演奏を特徴としている。コードはスリーコードにパワーコードを加えた程度のきわめて簡単なものだった。ニューヨークでアンダーグラウンド的な人気を得ていたいくつかのグループにロンドンのブティック経営者が刺激を受けて、素人の少年を4人集めて75年にセックス・ピストルズをデビューさせる。彼らは破壊的な言動で世間を騒がせつつ、慢性的な不況で不満を抱える若者たちに爆発的な人気を得た。
ロック界の新たな中心になるかに見えたパンクだったが、もともと保守層からの反発が強く演奏会場では中止運動がたびたび起きていた上、セックス・ピストルズの解散や元メンバーの殺人事件や麻薬中毒死でブームは終焉を迎え、パンクのムーブメントは78年にわずか3年ほどで幕を閉じる。
パンクの後には、ハード・ロックの延長線上にあるヘヴィメタル（アイアン・メイデンが初期の代表）や、パンクの様々な部分を引き継いだニュー・ウェイヴが現れる。もっともニュー・ウェーブは多様な傾向をひとまとめにした言葉で、シンセサイザーを駆使して商業主義的な若者向けの大衆音楽を作り出したエレクトロ・ポップからパンクの切り拓いた道をさらに先鋭化させようとしたオルタナティブ・ロックまで含んでおり、あまり適切なジャンル名ではない。ロックは再び多様化したように見えたが、60年代のような大物の登場は見られず、個性が薄れていた。レコード会社の意図通りに売れる曲をつくるロックの路線は「産業ロック」と揶揄された。78年から82年までに、レコードの売り上げとコンサートの収益がそれぞれ10億ドルも減少し、アメリカのロック音楽産業は深刻な危機に陥る。

#### カリスマとヘヴィ・メタル人気[122]
音楽産業の不振は、カリスマ的スターの出現と技術の進歩によって救われた。マイケル・ジャクソン、ブルース・スプリングスティーン、プリンス、マドンナはこの時期にメガビットを飛ばしたカリスマたちであると、Microsoft『Encarta2005』のポピュラー音楽の項は評している。彼らは伝統的なアメリカの社会階層を超えて幅広い聴衆を獲得した。ミュージック・ビデオの出現と、これを24時間放映するミュージック・テレビジョン（MTV）の開局（81年）は、ミュージック・ビデオの販売促進効果を実証した。CDの登場（83年）はポピュラー音楽の需要を開拓した。これらによって、音楽産業は息を吹き返したが、ごく少数のカリスマが巨大な利益を上げる傾向が定着した。
ハード・ロックの後継であるヘヴイ・メタルはMTVのバックアップを受け、白人の労備者階級のみならず中産階級にも聴衆が広がり、女性も取り込んでいった。ヴァン・ヘイレン、AC/DC、メタリカなどヘヴィ・メタル・バンドが全レコードの売り上げに占める割合は、80年代末のアメリカで40%もの高率に達した。

#### ヒップホップとラップ[127]
ラップは、ニューヨークではブロック・パーティ（黒人・カリブ海からの移民・ヒスパニックの街区で行われていた地域の野外パーティ。音楽と踊り、バーベキューや野外ゲームなども行われた。DJの使用するサウンドシステムの電源は街灯から非合法に引かれた）から74年に発生したヒップホップと言う文化の一部で、MCとよばれるボーカリストがテキストをうたわずにリズミカルにかたる（ライムという）スタイルをとり、ふつう、シンセサイザーの演奏か既存のレコードから借用した音楽の断片（サンプル）を伴奏に使う。クール・ハーク、アフリカ・バンバータといったラップのDJは、複数のレコードを同時にまわしてそれぞれの音楽の断片をくみあわせたり、レコードを手でまわして特定のフレーズを反復再生したり（バック・スピン）、針で盤面を引っ掻いてノイズによるリズミカルな効果をつくりだしたりする（スクラッチ）など、ターンテーブルの独創的な活用法を開発した。
ラップがポピュラー音楽のメイン・ストリームに仲間入りしたのは86年のことだった。この年、Run-D.M.Cがハード・ロック・バンド、エアロスミスのヒット「ウォーク・ディス・ウェイ」（1977）をラップ・スタイルでカヴァーしてリバイバル・ヒットさせ、都市の郊外高級住宅地にすむ白人中産階級のロック・ファンをラップの聴衆にとりこんだ。1980年代末にはMTVがラップ専用の番組をもうけ、M.C.ハマー（現ハマー）、ビースティ・ボーイズといった人気ラッパーは人種の別を問わず幅広いファン層をもち数百万枚単位のレコード・セールスをあげるようになった。

#### ワールド・ミュージック[128]
70年代後半のレゲエ・ブームを先駆けとして、80年代初めにはワールド・ミュージック（ワールドビートとも言う）が人気を博した。きっかけは、ナイジェリアのキング・サニー・アデのアルバム「ジュジュ・ミュージック」（1982）のヒットだった。アフリカの伝統的な打楽器の音楽にとシンセサイザーを加えた同アルバムは、非西洋世界のポピュラー音楽に対する関心を高めた。
このような中からセネガル・マリ・コンゴなど西アフリカ諸国、パキスタン・イスラエルなど西アジア～南アジア、南アフリカやジプシー音楽など、様々な国からアーティストが現れ、人気を得た。これら第三世界のアーティストの紹介にはピーター・ガブリエル、デヴィッド・バーン、ポール・サイモンといったロック・ミュージシャンも尽力し、ロックの世界的な影響力をあらためて立証した。
ピーター・ガブリエルが1982年から開催しているウォーマッドは、ヨーロッパ世界にワールドミュージックを広める牽引車として、ヌスラット・ファテー・アリ・ハーンなど多くの世界中のミュージシャンの人気を高めた。サイモンの1985年のアルバム「グレイスランド」には、アフリカやラテンアメリカのミュージシャンが共演している。彼らはこのような非西洋の音楽スタイルを取り入れて自作を発表したりもしている。
アフリカへの関心と言う意味では、マイケル・ジャクソン、スティーヴィー・ワンダーをはじめとする45人のアーティストがチャリティとしてUSAフォー・アフリカ名義で「ウィ・アー・ザ・ワールド」を制作し、実際に印税を全てアフリカの飢餓と貧困を救うために寄付したのが85年だった。これはポピュラー音楽界にチャリティー・ブームを巻き起こした。
80年代半ば以降は東欧諸国で民主化運動が始まり、中・東欧の音楽が西側世界にも聴かれ始めた。ブルガリアの女性コーラス・グループはワールド・ミュージック・ブームのアイドルとなった。旧ソ連からはキノーが出て、ソビエト連邦を代表するロック・バンドとして西側世界に知られた。

#### 映画音楽とミュージカルとイージー・リスニング
映画音楽界では、「スター・ウォーズ」でジョン・ウィリアムズが古典的なシンフォニック・スコアを復活させたのが注目される。
ミュージカルではコーラスライン、アニー、キャッツ、オペラ座の怪人、レ・ミゼラブルなどのヒット作が生まれた。
イージー・リスニングでは、リチャード・クレイダーマンが76年にデビューし、ディスコ全盛の時代にあって、敢えてシンプルで美しいメロディーの普遍性を訴えるスタイルで人気となった。

#### メイン・ストリームとローカル
ポピュラー音楽は、異質な音楽が混交したり、ローカルで自発的な音楽が荒削りな状態で流行ったのちメイン・ストリームに組み込まれると言うような形で発展してきたが、アメリカ国内の黒人音楽はジャズ・ロック・ソウル・フュージョン・ディスコなど、大半が商業主義に組み込まれてしまった。マイケル・ジャクソンやプリンスも、黒人による新種の商業主義音楽と考えることができる。こうした中、ヒップホップやラップは新たなローカルと言える が、アメリカの外に活力を求めたのがワールド・ミュージックだった、ということもできる。

#### 新技術とポピュラー音楽④

##### ヘッドホンステレオ[114]
1979年にウォークマンがソニーから発売された。カセットテープをメディアとして使用する、ヘッドホン式の携帯ステレオの登場によって、いつでもどこでも音楽が楽しめるようになり、若者たちの圧倒的な支持をうけて大ヒット商品となった。

##### CD[136]
82年にCDが登場した。レーザーによる走査によって情報を読みとるため、ターンテーブルの回転ムラによる音のひずみや針音などの雑音がさけられない従来のLPと比較し音質を飛躍的に向上できた上、摩耗による音質劣化や再生不能とは無縁となった。また、ランダムアクセス機能によって曲を任意の順序で再生できた。こうした利点からCDは徐々に販売枚数を増やし、86年には販売数がLPを抜き、90年代に入る頃にはLP自体がほとんどつくられなくなった。

##### デジタル・オーディオ・ワークステーション
コンピュータを音楽で活用しようとする試みは以前からあったが、80年代初頭から音楽製作の場においてデジタル技術やコンピュータ技術の導入が盛んに行われるようになった。単なる個別の機材のデジタル化を超え、シンセサイザー・シーケンサー・サンプラー・ミキサー・コンピュータなどを統合し、音楽制作のワークフローを1台で完結するデジタル・オーディオ・ワークステーション(DAW)の先駆けとなるシステムが現れ、シンクラヴィアやフェアライトCMIなどの初期の名機が争うように導入されたが、当初は大変高価なものだった。

##### デジタルシンセサイザー
シンセサイザーではそれまでのアナログ式のものに代わりデジタルシンセサイザーが現れ、特にFM音源を搭載した83年発売のYAMAHAのDX-7は画期的な高性能と低価格を実現し、デジタルシンセサイザーを一般化させた。

### 現代－1990年代以降
91年のソ連崩壊と冷戦の終了は世界を一つにし、95年のWindows 95発売をきっかけとするインターネットの普及は社会のあり方を大きく変え、携帯電話、のちにはスマートホンの普及は若者たちの消費行動や音楽聴取のあり方を大きく変えた。

#### CD全盛期
90年代に入ってCDの売り上げは伸びを見せ、99年には世界的にCDの売り上げが過去最高（日本は98年が過去最高）となった。
メガヒットが連発したため、歴代シングル売上ベスト50のランキングは、うち19曲が90年代～2000年代前半のものが占めている（これ以降は、ダウンロード販売が主流となるため、統計が別枠となる）。
アーティスト単位で見ても「世界で最も売れたアーティスト・ランキング！」にある31名のうち、4名はこの19曲の中に名前があり、累計で1億枚以上売り上げたとされる者も指摘できる。
ここでは歴代シングル売上ベスト50のうち90年代以降の19曲と、該当するアーティストおよび関連情報を表で示す。
| 曲名                                   | リリース | シングル 売上順位 | 当該曲 売上枚数 | アーティスト                                | 当該アーティストの 累計売上枚数 | 出身または ルーツ               | ジャンル                          | その他                                   |
| -------------------------------------- | -------- | ----------------- | --------------- | ------------------------------------------- | ------------------------------- | ------------------------------- | --------------------------------- | ---------------------------------------- |
| キャンドル・イン・ザ・ウィンド 1997    | 1997     | 2                 | 3300万          | エルトン・ジョン                            | 2.5億以上                       | イギリス                        | （ロック）                        | ダイアナ妃追悼曲                         |
| マイ・ハート・ウィル・ゴー・オン       | 1997     | 8                 | 1500万          | セリーヌ・ディオン                          | 2億以上                         | カナダ                          | （ポップス）                      | 映画「タイタニック」                     |
| オールウェイズ・ラヴ・ユー             | 1992     | 9                 | 1500万          | ホイットニー・ヒューストン                  | 2億以上                         | アメリカ                        | （R&B）                           | 映画「ボディ・ガード」                   |
| ウィンド・オブ・チェンジ               | 1991     | 11                | 1400万          | スコーピオンズ                              | 1億以上                         | ドイツ                          | ヘヴィ・メタル                    | グラスノスチを記念する曲                 |
| 君と旅立とう                           | 1996     | 13                | 1200万          | アンドレア・ボチェッリ ／サラ・ブライトマン | －                              | イタリア・ イギリス             | クラシカル・ クロスオーバー       |                                          |
| 恋人たちのクリスマス                   | 1994     | 15                | 1200万          | マライア・キャリー                          | 2億以上                         | アメリカ                        | （R&B）                           | 日本国内洋楽シングル売上歴代2位          |
| ビリーヴ                               | 1998     | 19                | 1100万          | シェール                                    | 1億以上                         | アメリカ                        | ダンス・ポップ                    | オートチューンによるシェール・エフェクト |
| 恋のマカレナ                           | 1995     | 23                | 1100万          | ロス・デル・リオ                            | －                              | スペイン                        | ラテン                            |                                          |
| アイ・ドゥ・イット・フォー・ユー       | 1991     | 25                | 1000万          | ブライアン・アダムス                        | 1億以上                         | カナダ                          | （ロック）                        | 映画「ロビン・フッド」                   |
| 熱く胸を焦がして                       | 2001     | 28                | 1000万          | カイリー・ミノーグ                          | －                              | オーストラリア                  | ダンス・ポップ                    |                                          |
| ムンディアン・ト・バッチュ・ケ         | 1998     | 31                | 1000万          | パンジャービーMC                            | －                              | イギリス （パンジャーブ語話者） | バングラ ＋ヒップホップ           |                                          |
| ベイビー・ワン・モア・タイム           | 1998     | 34                | 1000万          | ブリトニー・スピアーズ                      | 1億以上                         | アメリカ                        | （ポップス）                      |                                          |
| ホウェネヴァー・ホウェアエヴァー       | 2001     | 36                | 850万           | シャキーラ                                  | －                              | コロンビア                      | ラテン                            |                                          |
| 愛しのバービー・ガール                 | 1997     | 39                | 800万           | アクア                                      | －                              | デンマーク                      | ユーロダンス                      |                                          |
| クレージー・イン・ラブ                 | 2003     | 41                | 800万           | ビヨンセ                                    | 1億以上                         | アメリカ                        | （R&B）                           | ジェイ・Zと共演                          |
| スメルズ・ライク・ティーン・スピリット | 1991     | 46                | 800万           | ニルヴァーナ                                | －                              | アメリカ                        | オルタナティブ・ロック ／グランジ |                                          |
| リヴィン・ラ・ヴィダ・ロカ             | 1999     | 47                | 800万           | リッキー・マーティン                        | －                              | プエルトリコ                    | ラテン                            | 郷ひろみがカバー                         |
| フーリッシュ                           | 2002     | 49                | 700万           | アシャンティ                                | －                              | アメリカ                        | ゴスペル                          |                                          |
| I'll Be Missing You                    | 1997     | 50                | 700万           | パフ・ダディ                                | －                              | アメリカ                        | ヒップホップ                      |                                          |

#### CD不況と音楽業界の低迷
1999年に242億USドルだった世界の音楽売り上げは減少を続け、2013年には150億USドルまで落ち込み、最盛期の2/3を切っている。ダウンロード販売の割合は年々増えており、2014年にはCDとダウンロード販売のシェアが逆転した。2018年には、世界最大の家電量販店であるアメリカの「ベスト・バイ」が店舗での音楽CDの販売を終了する方針であることが明らかになった。「アルバムを作って売って活動する」というスタイルは終焉を迎えつつあり、音楽業界は「ネット販売やネット配信、YouTubeの露出で知名度を上げて、ライブに来てもらう客の数を増やす」という形式に大きく変化してきている。業界全体の売上の低迷は、ほぼそのまま音楽アーティストの活動に影響するため、今後の状況の変化は無視することができない。

#### ストリーミングによる音楽市場の回復と課題
IFPIによると、世界の音楽売り上げは2014年を底に回復基調にある。成長を牽引しているのはSpotifyやApple Music、Amazon Musicなどのサブスクリプション型音楽ストリーミングで、CD売上の減少をカバーする形で急成長を見せている。2019年にはストリーミングの売上シェアが音楽売上全体の56.1%となり、CDやダウンロード販売のシェアを大きく上回った。
新型コロナウイルス感染症の世界的流行により、音楽業界は新たな収入源やファンとの繋がりを模索し始めた。TikTokなどのソーシャルメディアから生まれるバイラル・ヒットがトレンドとなり、一部のアーティストはライブストリーミングによるバーチャル・コンサートを開催している。
ストリーミングサービスやメジャーレーベルが大きな利益を得る中で、中堅以下のアーティストには恩恵が十分に行き渡っておらず公平でないという批判は多く、業界団体はストリーミング報酬の引き上げを求めるキャンペーンを行っている。

### まとめ[159]
メイン・ストリームと独立系小レーベルの対立、メインストリームによる非主流派の取り込み、しかしそうした中でも受け継がれているもの（1920年代のティン・パン・アレーの歌曲形式と滑らかでロマンティックなボーカル・スタイル、アフリカ系アメリカ音楽の強力なノリやバックビート（あと乗りのビート）、掛け合いの形式、濃密な情感、あるいはイギリス系アメリカ音楽の詩的なテーマやバラード形式など）は現在でも健在であり、アメリカ・ポピュラー音楽は表面上のスタイルが変わったりヒットソングが入れ替わったりしても、全体として強固な連続性を保っている。

## ポピュラー音楽の大まかなジャンル
ポピュラー音楽に含まれるジャンルを、カテゴリー別に示す。
この場合の「ポピュラー音楽」は、歴史の項と同様、「アメリカを中心に世界的な広がりを見せている商業音楽」およびその前身である。
カテゴリーもそれぞれのジャンルも概ね登場順に並んでいる。
個別的なジャンル名を全て列挙するのが目的ではないので、ここでは主なもののみ示している。

### ヨーロッパ大衆音楽

#### ダンス
- レントラー
- ウィンナ・ワルツ
- ポルカ
- フォックストロット
- ワンステップ
- ミュゼット

#### 大衆向けオペラなど
- オペラ・コミック
- バラッド・オペラ
- ジングシュピール
- オペレッタ
- ライト・クラシック

#### 歌
- パーラー・ミュージック（英: parlour music）
- 各国民謡（アイルランド・スコットランド・イングランド・フランス・ロシア・ポーランド・チェコ・ドイツなど）
- シャンソン

### ラテン音楽
- ハバネラ、ルンバ、マンボ、チャチャチャ（キューバ）
- ショーロ、サンバ、ボサ・ノヴァ（ブラジル）
- タンゴ（アルゼンチン）
- カリプソ、ビギン、レゲエ（その他カリブ海地域）

### 初期のポピュラー音楽
- ミンストレル・ソング
- マーチ
- ポピュラー・ソング
- ミュージカル
- ライト・ミュージック （→イージー・リスニング）

### 20世紀初頭までの黒人の音楽
- コール・アンド・レスポンス
- 黒人霊歌
- ゴスペル
- ブルース
- ケークウォーク
- ラグタイム

### ジャズ
- ディキシーランド・ジャズ
- スイング・ミュージック
- ビバップ
- クール・ジャズ （→ウェスト・コースト・ジャズ）
- フュージョン
- フリー・ジャズ
- モード・ジャズ

### カントリー系
- アメリカ民謡
- ヒルビリー
- ブルーグラス
- カントリー&ウェスタン
- フォーク

### 第二次世界大戦後の黒人の音楽
- リズム・アンド・ブルース
- ソウル
- ファンク
- ドゥーワップ
- ヒップホップ・ミュージック

### ロック系
- ロック・アンド・ロール
- ロカビリー
- ロカバラード
- ロック
- ハード・ロック
- ブルース・ロック
- サイケデリック・ロック
- プログレッシブ・ロック
- フォーク・ロック
- グラム・ロック
- パンク・ロック
- ヘヴィメタル
- オルタナティブ・ロック
- グランジ

### ディスコ系
- ディスコ
- クラブ
- ハウス
- エレクトロ・ポップ
- ユーロビート

### ワールドミュージック
- アフロビート
- ジュジュ・ミュージック（英語版）
- カッワーリー
- ファド
- バングラ